# Fyra kvinnor
Fyra kvinnor är en svensk dramafilm från 2001 i regi av  Baker Karim. I rollerna ses bland andra Monika Miheller, Annette Johnsson och Karen Helene Haugaard.

## Om filmen
Filmen gjordes efter ett manus av Karim som även agerade producent och fotograf. Premiären ägde rum 20 april 2001 i hela Sverige. Filmen nominerades till Stora Nordiska Filmpriset vid Göteborgs Filmfestival.

## Handling
Filmen skildrar fyra unga kvinnors liv och ger en närgången inblick i deras komplexa kärleksliv.

## Rollista
- Monika Miheller – Monika
- Annette Johnsson – Annette
- Karen Helene Haugaard	– Karen
- Malin Björklund – Malin
- Josef Säterhagen – Josef
- Urban Gustavsson – Urban
- Erik Olsson – Erik
- Alexander Karim – Alexander
- Thomas Degerhammar
- Stefan Karlsson
- Thomas Ungewitter